# Charles Isaac Ginner
Charles Isaac Ginner (* 4. März 1878 in Cannes; † 6. Januar 1952 in London) war ein französisch-britischer Maler.
Seine Malerei ist geprägt von Walter Sickert, den er persönlich kannte. 1904 war er an der Académie Vitti, wo Henri Martin lehrte, doch am meisten arbeitete er unter Paul Gervais. 1905 ging er an die École des Beaux-Arts, doch 1906, nachdem Gervais nicht mehr da war, kehrte er zur Académie Vitti zurück, wo Hermenegildo Anglada Camarasa sein Lehrer wurde. Ginner war Mitglied in der Fitzroy Street Group.

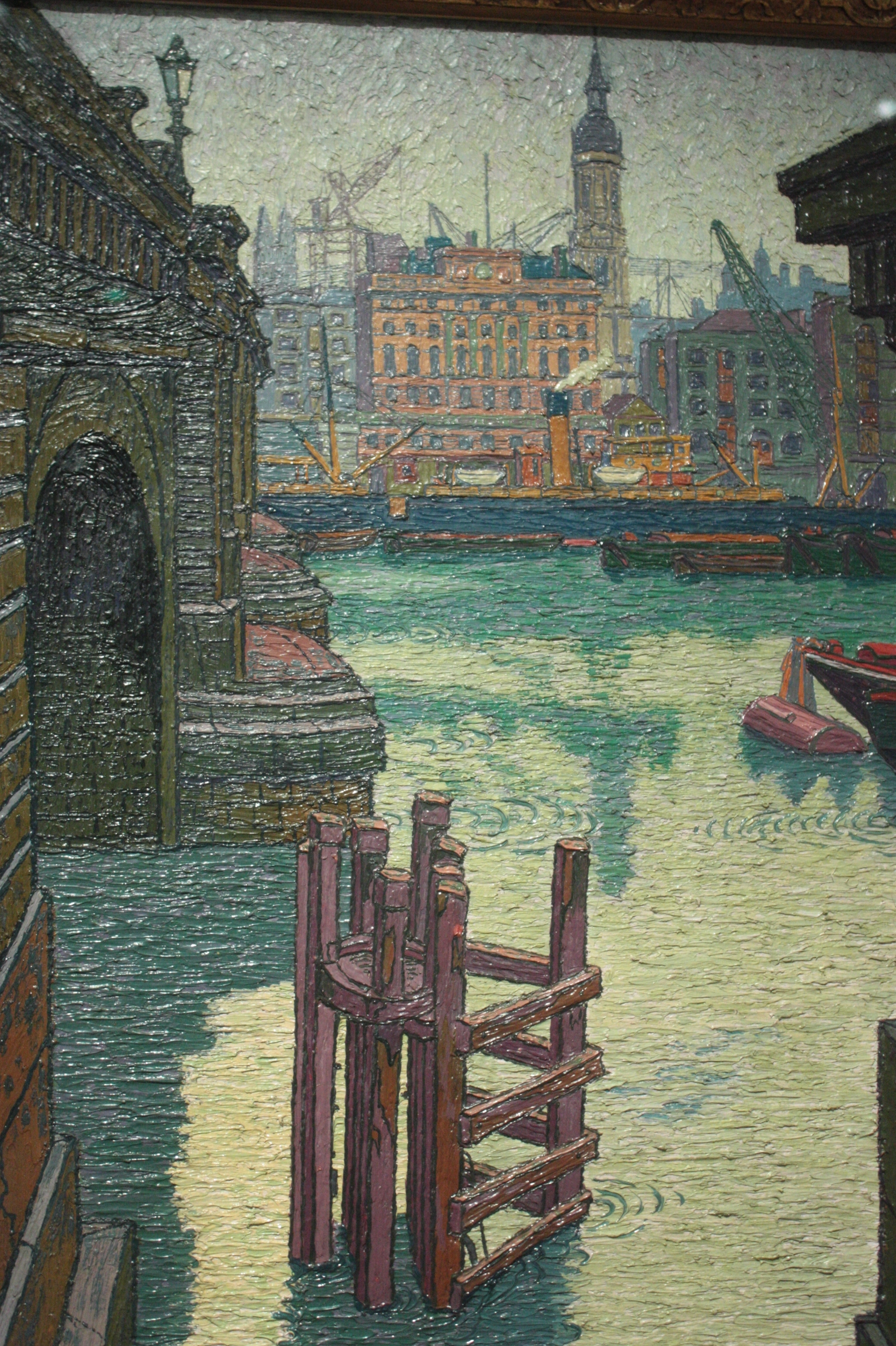
London Bridge (1913)

## Werke (Auswahl)
- 1916: Factories and barges, leeds
- 1918: The Filling Factory (Die Munitionsfabrik), Öl auf Leinwand, 305 × 366 cm, National Gallery of Canada, Ottawa.
- 1925: London from Hampstead
- 1930: Rainy day, flask walk